# Olive Schreiner

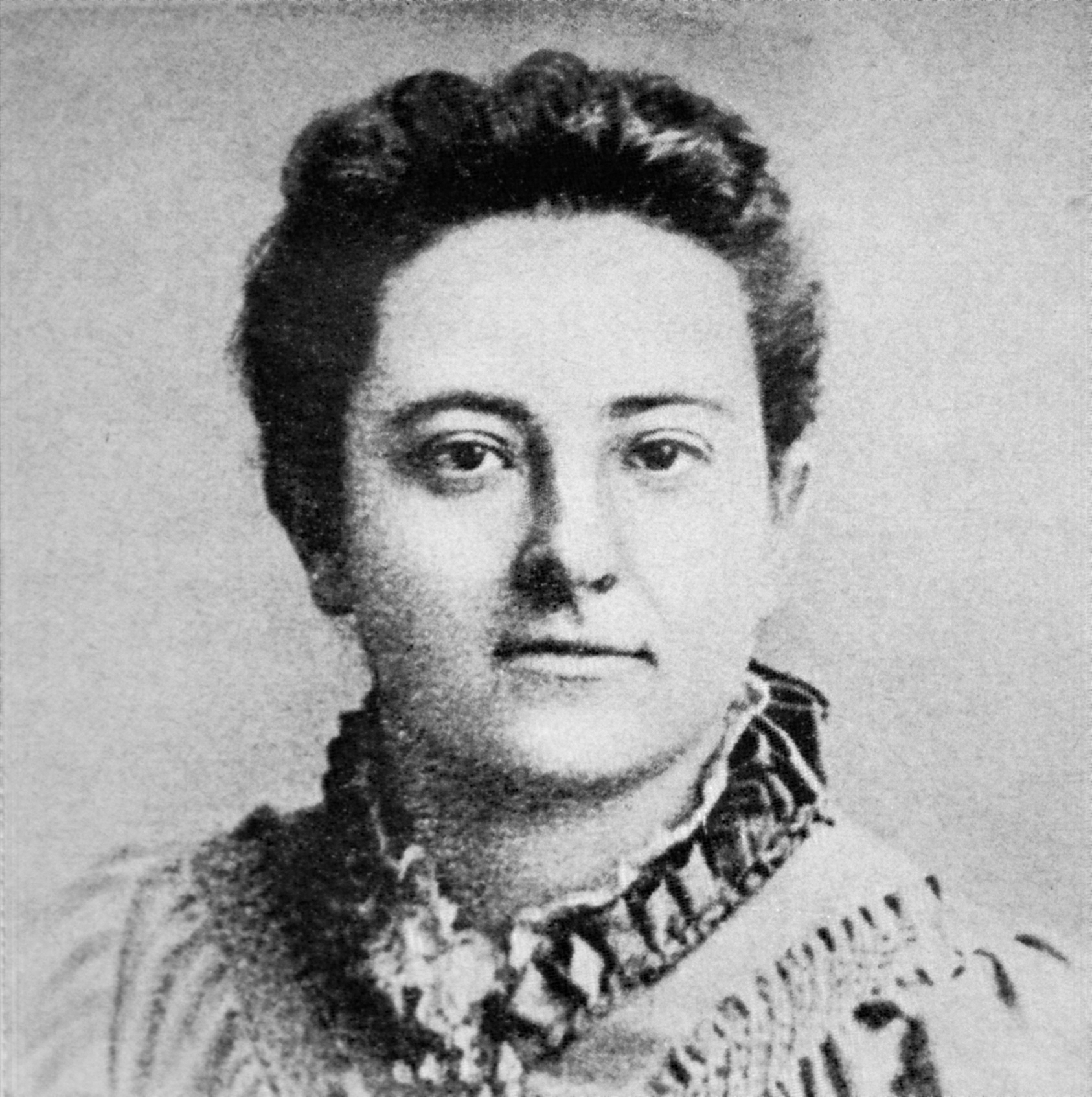
Olive Schreiner (1889)

Olive Emilie Albertina Schreiner (* 24. März 1855 in Wittebergen bei Herschel, Gebiet der Basotho, heute Südafrika; † 11. Dezember 1920 in Wynberg, Südafrika) war eine südafrikanische Schriftstellerin, Sozialistin und Feministin. Sie setzte sich für Unterdrückte ein und wurde vor allem als frühe Vertreterin der Frauenbewegung bekannt.

## Leben
Olive Schreiner war das neunte von zwölf Kindern des deutschen Missionars Gottlob Schreiner und einer englischen Pfarrerstochter, die ebenfalls Missionarin war. Ihre Vornamen erhielt sie nach ihren drei früh verstorbenen Brüdern Oliver, Emil und Albert. Ihre Eltern gehörten der Wesleyanischen Kirche an; ihr Vater wurde als Leiter des Healdtown College entlassen, nachdem er versucht hatte, ein Zusatzeinkommen als Händler zu erzielen. Olive Schreiner verbrachte ihre Kindheit in Armut; sie eignete sich viele Kenntnisse selbst an und arbeitete später an verschiedenen Orten als Gouvernante. 1881 reiste Olive Schreiner mit eigenen Ersparnissen in das Vereinigte Königreich, um Krankenschwester und Ärztin zu werden, konnte die Ausbildung aber wegen ihrer Asthmaerkrankung nicht beenden und begann ihre Schriftstellerkarriere. Ihr erstes, halb autobiographisches Werk The Story of an African Farm erschien 1883 unter dem männlichen Pseudonym Ralph Iron. Die deutsche Übersetzung wurde kurz darauf unter dem Titel Geschichte einer afrikanischen Farm veröffentlicht. Das Buch schildert das Schicksal der jungen, unverheirateten Lyndall und behandelt Themen wie Sexualität und Schwangerschaft vor der Ehe sowie die Rolle von Religion und Kirche bei der Unterdrückung der Frauen. Das Buch war in den Vereinigten Staaten und vielen Ländern Europas ein großer Erfolg. Erst zur zweiten Auflage 1891 erschien das Buch unter ihrem eigentlichen Namen. In England schloss sie Freundschaft mit zahlreichen Intellektuellen, darunter dem Sexualforscher Havelock Ellis, dem sie zeitlebens verbunden blieb. Sie war eine Feministin, erklärte Gegnerin klerikaler Machtausübung und Sozialistin. Sie gehörte dem Vorstand der sozialistischen Democratic Federation an, aus der später die Labour Party entstand. Außerdem war sie eine Freundin von Eleanor Marx, der Tochter von Karl Marx.

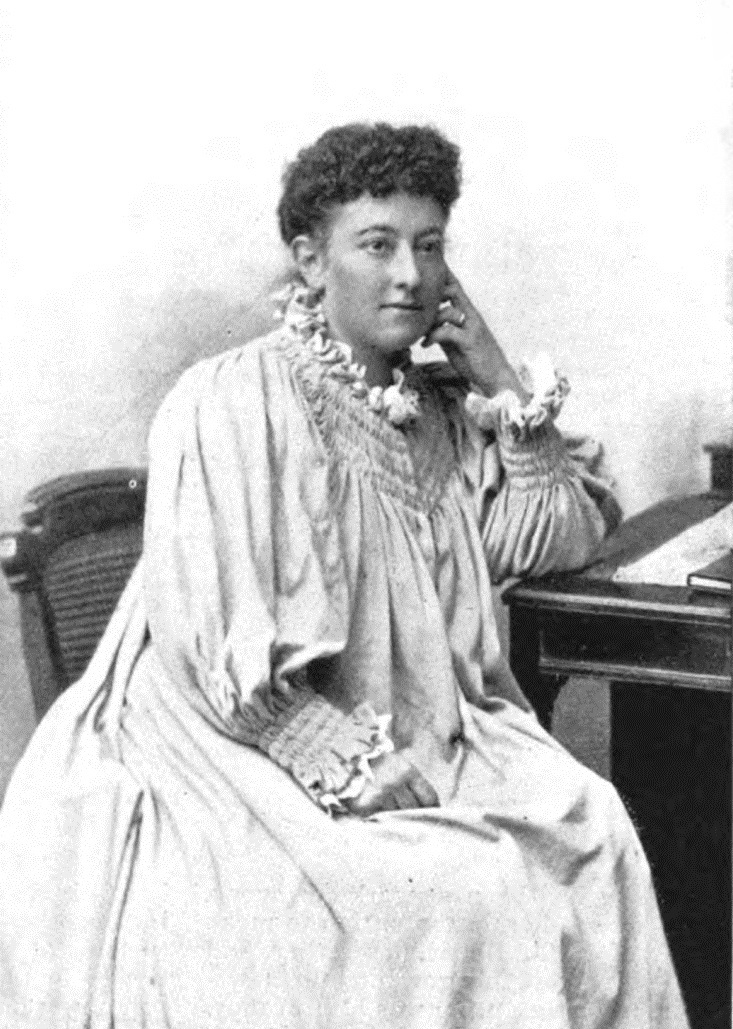
Olive Schreiner (vor 1897)

1889 zog sie zurück in die Kapkolonie, 1894 heiratete sie den Landwirt Samuel Cronwright, der ihre politischen Ansichten teilte. 1895 gebar sie eine Tochter, die wenige Stunden später starb; in der Folge erlitt sie mehrere Fehlgeburten. Nachdem sie zunächst mit dem britischen Unternehmer und Politiker Cecil Rhodes zusammengearbeitet hatte, wendete sie sich gegen ihn. 1897 veröffentlichte sie das Buch Trooper Peter Halket of Mashonaland, in dem sie Rhodes’ imperialistische Politik anprangerte. Im Zweiten Burenkrieg zerstörten britische Truppen ihr Haus und verbrannten ihre Manuskripte. Schreiner musste mehrere Jahre in einem Konzentrationslager verbringen. Sie setzte sich für die Buren ein und stand in engem Kontakt zu Emily Hobhouse, die als Britin die Folgen des Krieges für die burischen Bevölkerung zu mildern versuchte.
Zwischen 1907 und 1913 lebte Schreiner im südafrikanischen De Aar. 1907 trat sie der Women’s Enfranchisement League (etwa: „Liga für das Frauenwahlrecht“) in der Kapregion bei und wurde bald deren Vizepräsidentin. Sie zog sich aber zurück, weil andere Regionalgruppen der Liga schwarze Frauen vom Wahlrecht ausschließen wollten. 1909 erschien der Essay Closer Union, in dem sie mehr Rechte für die Schwarzen einforderte. 1911 wurde ihr Buch Woman and Labour veröffentlicht, das bis in die 1930er Jahre die Emanzipationsbewegung der Frauen beeinflusste.

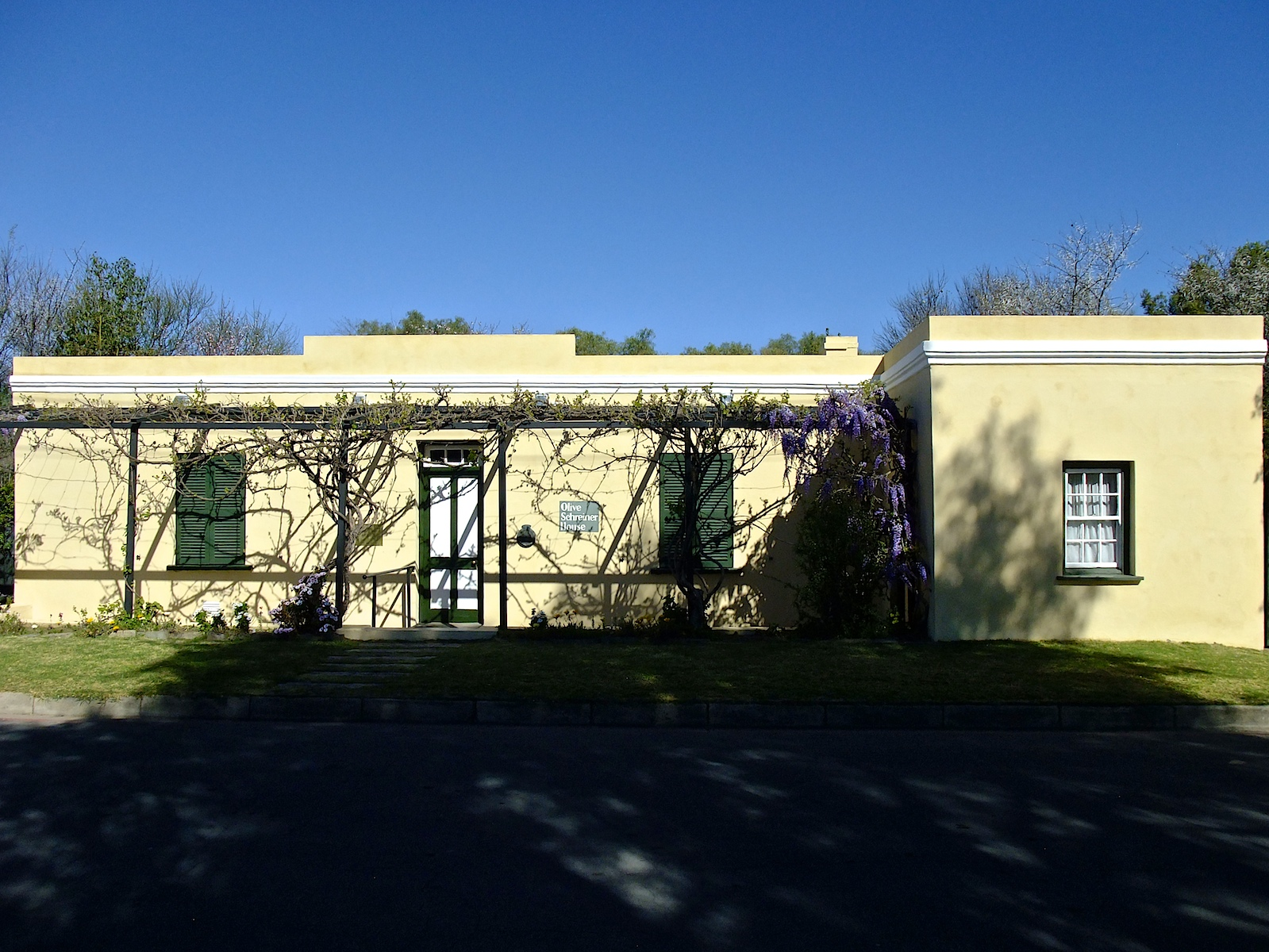
Schreiner House in Cradock, Gedenkstätte für Olive Schreiner und ihre Geschwister

Während des Ersten Weltkriegs fuhr sie in das Vereinigte Königreich, um ihr Asthma behandeln zu lassen. In dieser Zeit erschien ihr pazifistisches Buch The dawn of civilisation. 1918 kehrte sie erneut nach Südafrika zurück. Sie starb 1920 und wurde auf ihren Wunsch im Grab ihres Kindes und ihres Hundes beigesetzt; nach dem Tod ihres Mannes wurden die drei Leichen exhumiert und mit der Leiche des Mannes am Buffelskop bei Cradock an einer Grabstelle bestattet, die Schreiner zu Lebzeiten ausgewählt hatte.
Ihr jüngerer Bruder William Philip Schreiner war von 1898 bis 1900 Premierminister der Kapkolonie.

## Auszeichnungen
2003 wurde Schreiner postum mit dem südafrikanischen Order of Ikhamanga in Gold ausgezeichnet.
Der Olive Schreiner Prize wird seit 1964 jährlich an nicht-etablierte, talentierte Schriftsteller vergeben. Im jährlichen Wechsel wird von der English Academy of Southern Africa ein Prosaschriftsteller, ein Dramatiker oder ein Dichter für ein englischsprachiges Werk geehrt.

## Werke
- 1883: The Story of an African Farm.
  - deutsch: Geschichte einer afrikanischen Farm. Roman. Aus d. Engl. übers. u. mit e. Nachw. versehen von Elisabeth Schnack. Diogenes, Zürich 1964 (erneut 1981; 1998, ohne Nachwort), ISBN 978-3-257-20885-6
  - Neuausgabe: Die Geschichte einer afrikanischen Farm. Übersetzt von Viola Siegemund. Mit Nachwort von Doris Lessing. Manesse, München 2020, ISBN 978-3-7175-2512-7.
- 1890: Dreams.
  - deutsch als Träume. 4. Auflage. Cotta Nachf., Stuttgart 1924.
- 1893: Dream Life and Real Life.
- 1895: The Political Situation in Cape Colony (mit S. C. Cronwright-Schreiner)
- 1897: * Three dreams in a desert. Under a mimosa-tree
- 1897: Trooper Peter Halket of Mashonaland.
  - deutsch als Peter Halket im Mashonalande. Übersetzt von Helene Lobedan. Ferdinand Dümmlers Verlagsbuchhandlung, Berlin 1898.
- 1899: The South African question. By an English South African
- 1899: An English South African Woman’s View of the Situation.
- 1906: A Letter on the Jew.
- 1909: Closer Union: a Letter on South African Union and the Principles of Government.
- 1911: Woman and Labour.
  - deutsch als Frau und Arbeit. Eugen Dieterichs, Jena 1914.
- 1914: Woman and war
- 1918: Who Knocks at the Door?
- 1921: The Dawn of Civilisation.
- 1923: Thoughts on South Africa. (postum)
- 1923: Stories, Dreams and Allegories. (postum)
- 1926: From Man to Man Or Perhaps Only .... (postum)
- 1929: Undine. (postum)

## Verfilmungen
2004: The Story of an African Farm. Südafrika, Regie: David Lister